# Antoine Michaut

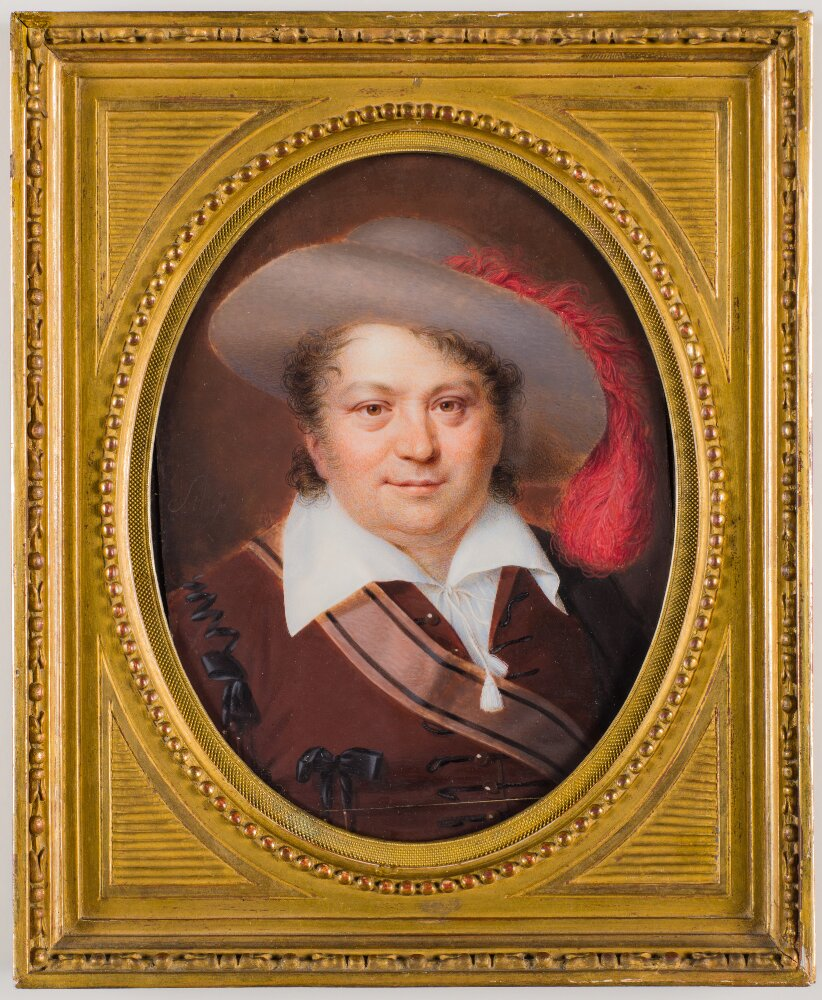
Jean-Baptiste Singry: Porträt von Antoine Michaut

Antoine Michaut, genannt Michot (* 12. Januar 1765 in Paris; † 21. November 1826 ebenda), war ein französischer Schauspieler.

## Leben
Michaut begann bereits mit 16 Jahren mit der Schauspielerei. Die ersten Schritte machte er 1781 am Théâtre de l’Ambigu-Comique und später auch am Théâtre des Variétés-Amusantes, wo er 1786 die erste Hauptrolle, die des Colonel in Dumianits Le Dragon De Thionville, spielte. Es folgten in kurzer Folge weitere Hauptrollen, bis das Theater wegen Umbaus schloss. Kurzzeitig spielte Michaut am Théâtre du Palais-Royal und erhielt schließlich an der Comédie-Française, die zu dieser Zeit den Namen Théâtre de la République trug, ein Engagement.
Als Schauspieler des Théâtre de la République, an dem auch Talma, Dugazon und Rose Vestris engagiert waren, war er offen republikanisch. Das brachte ihm 1795 den Posten eines commissaire extraordinaire in Chambéry. Dort gründete einen Club politique, dem er vorstand, was ihn allerdings zwang, eine Bühnenpause einzulegen.
Bei der Wiedervereinigung der Comédie, im Jahr 1799, war auch Michaut wieder Bestandteil des Ensembles. Er wurde dann auch umgehend als festes Ensemblemitglied etabliert und in die Société de la Comédie-Française aufgenommen. Er setzte seine schauspielerische Karriere noch bis 1821 fort und entschloss sich dann, in den Ruhestand zu gehen. Bei der Abschiedsvorstellung, die zu seinen Gunsten veranstaltet wurde, kam eine Summe von 20000 Livres zusammen.
Michaut starb an einem Schlaganfall und wurde auf dem Cimetière de Montmartre beigesetzt. Sein Grab lag an der Avenue de la Croix, an der auch Stendhal und André-Marie Ampère bestattet wurden.
Michaut spielte als Jungschauspieler oft den kleinen Livreediener, bekam aber mit zunehmendem Alter, wörtlich genommen, Gewicht, was dazu führte, dass er oft den Bauern gab und allgemein in Komödien den gutmütigen und gemütlichen Charakter übernahm. In seiner Karriere konnte er zuletzt auf 67 neue Rollen zurückblicken.

## Trivia
So sehr sich Michaut als Republikaner hervorgetan hatte, stellte er sich später als Royalist und Monarchist dar, der bei Privatvorstellungen auf Schloss Malmaison als Führungspersönlichkeit auftrat und bei dortigen Jagdveranstaltungen entsprechende Gedichte rezitierte.